# أولميدا دي لاس فوينتيس
أولميدا دي لاس فوينتيس (بالإنجليزية: Olmeda de las Fuentes)‏ هي بلدية ومدينة في منطقة الحكم الذاتي وتقع في منطقة مدريد في وسط إسبانيا. تبلغ مساحة هذه المدينة 16.73 (كم²)، ويبلغ عدد سكانها 308 نسمة حسب إحصاء سنة 2010 م.

## أعلام
- بدرو بايز